# Estação Ferroviária de Treixedo
A Estação Ferroviária de Treixedo, originalmente denominada de Treixêdo, foi uma interface da Linha do Dão, que servia a localidade de Treixedo, no distrito de Viseu, em Portugal.

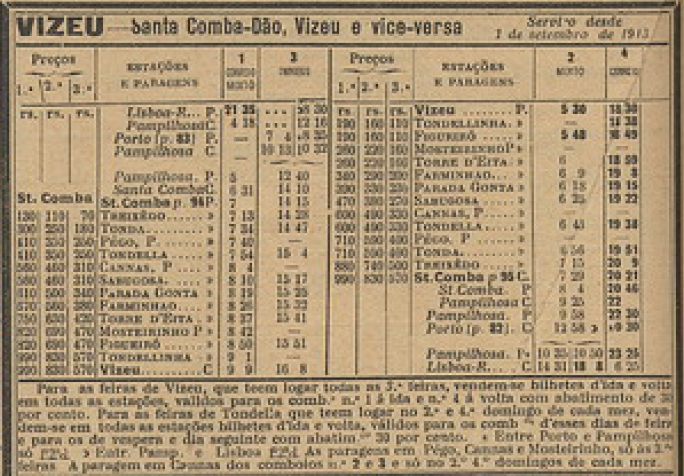
Horário de 1913, onde esta gare aparece com o nome Treixêdo

## História
A Linha do Dão foi inaugurada em 24 de Novembro de 1890, e aberta à exploração no dia seguinte, pela Companhia Nacional de Caminhos de Ferro.
Em 1939, a Companhia Nacional realizou várias obras de conservação nesta estação.

Em 1 de Janeiro de 1947, a Companhia Nacional foi integrada na Companhia dos Caminhos de Ferro Portugueses. A Linha do Dão foi encerrada em 1990 e transformada na Ecopista do Dão em 2007-2011.[carece de fontes?]